# 대한민국 민법 제557조
대한민국 민법 제557조는 증여자의 재산상태변경과 증여의 해제에 대한 민법 채권법 조문이다.

## 조문
제557조(증여자의 재산상태변경과 증여의 해제) 증여계약후에 증여자의 재산상태가 현저히 변경되고 그 이행으로 인하여 생계에 중대한 영향을 미칠 경우에는 증여자는 증여를 해제할 수 있다.

第557條(贈與者의 財産狀態變更과 贈與의 解除) 贈與契約後에 贈與者의 財産狀態가 顯著히 變更되고 그 履行으로 因하여 生計에 重大한 影響을 미칠 境遇에는 贈與者는 贈與를 解除할 수 있다.

## 참고 문헌
- 오현수, 일본민법, 진원사, 2014. ISBN 978-89-6346-345-2
- 오세경, 대법전, 법전출판사, 2014 ISBN 978-89-262-1027-7
- 이준현, LOGOS 민법 조문판례집, 미래가치, 2015. ISBN 979-1-155-02086-9

## 같이 보기
- 증여
- 사정변경